# Ronald Taylor
Pour les articles homonymes, voir Taylor.
Ronald « Tiny Ron » Taylor, né le 21 novembre 1947 à Torrance, en Californie, et décédé le 28 novembre 2019 à Santa Clarita, est un ancien joueur américain de basket-ball. Il évolue durant sa carrière au poste de pivot.

## Biographie
Ronald Taylor est également acteur, ses différents rôles exploitant souvent sa grande taille. Il a dans des films et des séries télévisées comme Les Aventures de Rocketeer, Ace Ventura en Afrique, Y a-t-il un flic pour sauver la reine ?, Police Squad, dans sept épisodes de Star Trek: Deep Space Nine et dans deux épisodes de Star Trek: Voyager.